# Norwegia na Zimowych Igrzyskach Olimpijskich 1932
Norwegię na Zimowych Igrzyskach Olimpijskich 1932 reprezentowało 19 zawodników: 18 mężczyzn i jedna kobieta. Był to trzeci start reprezentacji Norwegii na zimowych igrzyskach olimpijskich.

## Zdobyte medale
| Medal  | Zawodnik             | Dyscyplina           | Konkurencja               | Rezultat    |
| ------ | -------------------- | -------------------- | ------------------------- | ----------- |
| Złoto  | Johan Grøttumsbråten | Kombinacja norweska  | indywidualnie             | 446,0 pkt   |
| Złoto  | Sonja Henie          | Łyżwiarstwo figurowe | solistki                  | 2302,5 pkt  |
| Złoto  | Birger Ruud          | Skoki narciarskie    | indywidualnie             | 228,1 pkt   |
| Srebro | Ole Stenen           | Kombinacja norweska  | indywidualnie             | 436,05 pkt  |
| Srebro | Bernt Evensen        | Łyżwiarstwo szybkie  | Bieg na 500 m mężczyzn    |             |
| Srebro | Ivar Ballangrud      | Łyżwiarstwo szybkie  | Bieg na 10 000 m mężczyzn |             |
| Srebro | Hans Beck            | Skoki narciarskie    | indywidualnie             | 227,0 pkt   |
| Brąz   | Arne Rustadstuen     | Biegi narciarskie    | Bieg na 50 km mężczyzn    | 4:31:53,0 h |
| Brąz   | Hans Vinjarengen     | Kombinacja norweska  | indywidualnie             | 434,60pkt   |
| Brąz   | Kåre Walberg         | Skoki narciarskie    | indywidualnie             | 219,5 pkt   |

## SKład kadry

### Biegi narciarskie
Mężczyźni
| Konkurencja   | Zawodnik             | czas               | Pozycja            |
| ------------- | -------------------- | ------------------ | ------------------ |
| Bieg na 18 km | Arne Rustadstuen     | 1:27:06,0          | 5.                 |
| Bieg na 18 km | Johan Grøttumsbråten | 1:27:15,0          | 6.                 |
| Bieg na 18 km | Ole Stenen           | 1:28:05,0          | 8.                 |
| Bieg na 18 km | Kristian Hovde       | 1:32:48,0          | 13.                |
| Bieg na 50 km | Arne Rustadstuen     | 4:31:53,0          | brąz               |
| Bieg na 50 km | Ole Hegge            | 4:32:04,0          | 4.                 |
| Bieg na 50 km | Sigurd Vestad        | 4:32:40,0          | 5.                 |
| Bieg na 50 km | Ole Stenen           | Nie ukończył biegu | Nie ukończył biegu |

Mężczyźni
| Zawodnik             | Konkurencja   | Skoki narciarskie | Skoki narciarskie | Skoki narciarskie | Skoki narciarskie | Bieg narciarski | Bieg narciarski | Bieg narciarski | Łącznie | Pozycja |
| Zawodnik             | Konkurencja   | Skok 1            | Skok 2            | Punkty            | Pozycja           | Czas biegu      | Pozycja         | Punkty          | Łącznie | Pozycja |
| -------------------- | ------------- | ----------------- | ----------------- | ----------------- | ----------------- | --------------- | --------------- | --------------- | ------- | ------- |
| Johan Grøttumsbråten | Indywidualnie | 51,0              | 50,0              | 206,0             | 6.                | 1:27:15,0       | 1.              | 240,00          | 446,00  | złoto   |
| Ole Stenen           | Indywidualnie | 48,0              | 52,0              | 200,3             | 12.               | 1:28:05,0       | 2.              | 235,75          | 436,05  | srebro  |
| Hans Vinjarengen     | Indywidualnie | 54,0              | 62,0              | 221,6             | 2.                | 1:32:40,0       | 4.              | 213,00          | 434,60  | brąz    |
| Ole Kolterrud        | Indywidualnie | 57,0              | 55,5              | 214,6             | 5.                | 1:34:36,0       | 7.              | 204,00          | 418,60  | 4.      |

### Łyżwiarstwo figurowe
| Zawodnik    | Konkurencja | Nota   | Pozycja |
| ----------- | ----------- | ------ | ------- |
| Sonja Henie | Solistki    | 2302,5 | złoto   |

### Łyżwiarstwo szybkie

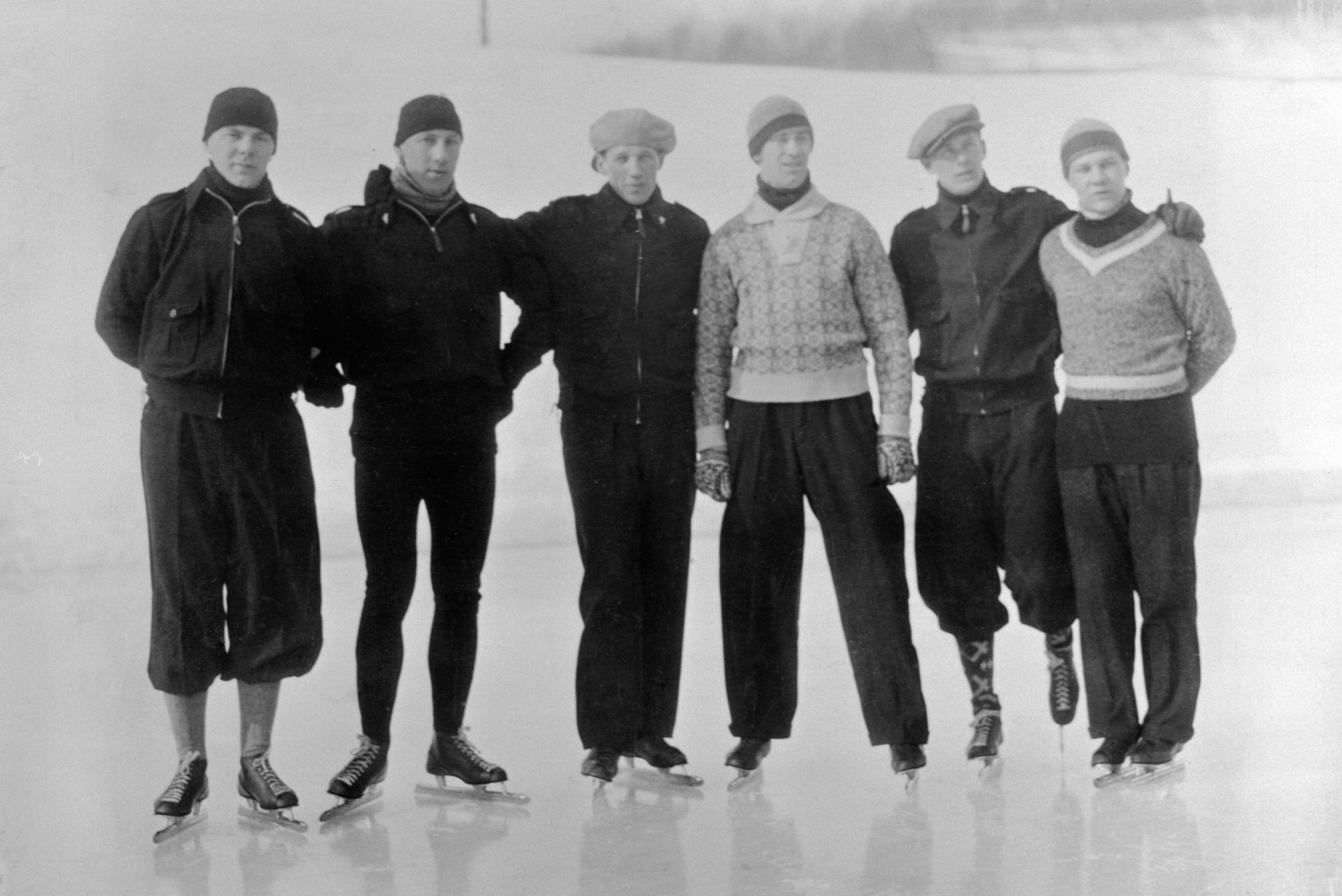
Hans Engnestangen, Ivar Ballangrud, Michael Staksrud, Erling Lindboe, Haakon Pedersen, Bernt Evensen.

Mężczyźni
| Zawodnik          | Konkurencja      | Eliminacje         | Eliminacje         | Finały          | Finały          |
| Zawodnik          | Konkurencja      | Czas               | Miejsce            | Czas            | Miejsce         |
| ----------------- | ---------------- | ------------------ | ------------------ | --------------- | --------------- |
| Bernt Evensen     | Bieg na 500 m    | 45,3               | 1.                 | b.d             | srebro          |
| Bernt Evensen     | Bieg na 1500 m   | b.d                | 3.                 | → Nie awansował | → Nie awansował |
| Bernt Evensen     | Bieg na 5000 m   | 10:01,4            | 1.                 | b.d             | 6.              |
| Bernt Evensen     | Bieg na 10 000 m | b.d                | 3.                 | b.d             | '6.             |
| Erling Lindboe    | Bieg na 500 m    | b.d                | 4.                 | → Nie awansował | → Nie awansował |
| Erling Lindboe    | Bieg na 5000 m   | b.d                | 5.                 | → Nie awansował | → Nie awansował |
| Haakon Pedersen   | Bieg na 500 m    | b.d                | 4.                 | → Nie awansował | → Nie awansował |
| Hans Engnestangen | Bieg na 500 m    | b.d                | 5.                 | → Nie awansował | → Nie awansował |
| Hans Engnestangen | Bieg na 1500 m   | b.d                | 4.                 | → Nie awansował | → Nie awansował |
| Hans Engnestangen | Bieg na 10 000 m | b.d                | 6.                 | → Nie awansował | → Nie awansował |
| Ivar Ballangrud   | Bieg na 1500 m   | b.d                | 3.                 | → Nie awansował | → Nie awansował |
| Ivar Ballangrud   | Bieg na 5000 m   | b.d                | 3.                 | b.d             | 5.              |
| Ivar Ballangrud   | Bieg na 10 000 m | b.d                | 2.                 | b.d             | srebro          |
| Michael Staksrud  | Bieg na 1500 m   | b.d                | 3.                 | → Nie awansował | → Nie awansował |
| Michael Staksrud  | Bieg na 5000 m   | Nie ukończył biegu | Nie ukończył biegu | → Nie awansował | → Nie awansował |
| Michael Staksrud  | Bieg na 10 000 m | Nie ukończył biegu | Nie ukończył biegu | → Nie awansował | → Nie awansował |

### Skoki narciarskie
Mężczyźni
| Skoczek      | Skok 1    | Skok 1 | Skok 2    | Skok 2 | Nota   | Pozycja |
| Skoczek      | odległość | Nota   | odległość | Nota   | Nota   | Pozycja |
| ------------ | --------- | ------ | --------- | ------ | ------ | ------- |
| Birger Ruud  | 66,5      | 113,9  | 69,0      | 114,2  | 228,1  | złoto   |
| Hans Beck    | 71,5      | 116,5  | 63,5      | 110,5  | 227,0  | srebro  |
| Kåre Walberg | 62,5      | 108,9  | 64,0      | 110,6  | 219,5  | brąz    |
| Sigmund Ruud | 63,0      | 107,2  | 62,5      | 107,9  | 215,10 | 7.      |